# Église internationale de la famille unie
L’Église internationale de la famille unie (anglais : United Family International Church) est un réseau d'églises chrétiennes évangéliques non confessionnelles. Son siège est une megachurch située à Chitungwiza, au Zimbabwe. Son dirigeant est Emmanuel Makandiwa. 

## Histoire
L’église a commencé avec un groupe de prière en 2008 à Harare avec le pasteur Emmanuel Makandiwa.  La fondation officielle de l’église a lieu en 1985.
En 2011, l'église a commencé la construction d'un temple de 30 000 places à Chitungwiza,
 ,,. Le bâtiment a été inauguré en 2022. En 2025, elle compterait une assistance de 35,000 personnes.

## Croyances
L’union a une confession de foi non confessionnelle .  